# ژیوینیتسه
ژیوینیتسه (به صرب و کرواتی: Živinice) یک شهرک و شهرداری در بوسنی و هرزگوین است که در شهرداری ژیوینیتسه واقع شده‌است.

## خصوصیات
ژیوینیتسه ۲۹۱ کیلومترمربع مساحت و ۶۱٬۲۰۱ نفر جمعیت دارد.